# Niederstettener Tunnel
Der Niederstettener Tunnel ist der einzige Eisenbahntunnel der Bahnstrecke Crailsheim–Königshofen bei Niederstetten im Main-Tauber-Kreis in Baden-Württemberg. Die Länge des Tunnels beträgt 273 Meter. Er steht als Teil der Sachgesamtheit „Württembergische Taubertalbahn“ unter Denkmalschutz.

## Lage
Der Eisenbahntunnel führt durch das Gewann Wäldle am Lämmerberg, etwa unter dem Schloss Haltenbergstetten hindurch. Nach dem Südportal (Lage) führt die Strecke in Richtung Schrozberg und nach dem Nordportal (Lage) in Richtung Laudenbach. Beide Portale befinden sich auf der Gemarkung der Kernstadt Niederstetten.

## Geschichte
Von Oktober 2009 bis März 2010 wurde der Niederstettener Tunnel unter Vollsperrung für fast fünf Millionen Euro aufwendig saniert und gleichzeitig die Strecke zwischen Niederstetten und Schrozberg überholt.